# التركيبة السكانية للدول العربية

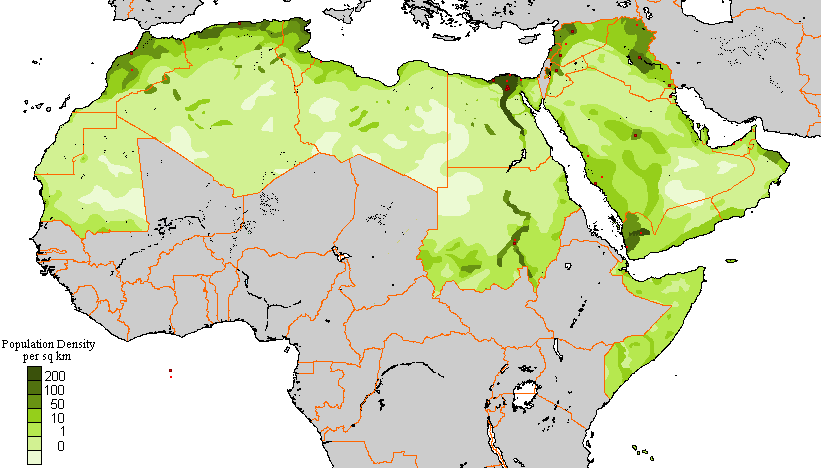
الكثافة السكانية للدول العربية.

الوطن العربي (جامعة الدول العربية) هو تجمع اجتماعي وثقافي واقتصادي من 22 دولة عربية في العالم العربي. اعتبارا من 1 يناير / كانون الثاني 2016، بلغ عدد سكان كل الدول العربية حوالي 400 مليون نسمة.
يذكر أن الدولة العربية الأكثر تعدادا للسكان هي مصر التي يبلغ عدد سكانها حوالي 100 مليون نسمة. جزر القمر هي الأقل سكانا، بتعداد يبلغ 800,000 نسمة. تستقدم معظم الدول العربية في الخليج العربي أعداد كبيرة من العمالة الأجنبية. على سبيل المثال، يشكل سكان الإمارات العربية المتحدة الأصليين أقل من 20٪ من مجموع المقيمين.

## النمو السكاني
بلغ عدد سكان الدول العربية حسب تقديرات وكالة المخابرات المركزية في 2016 حوالي 400,190,000. ولا توجد أرقام دقيقة للنمو السكاني السنوي أو معدل الخصوبة أو معدل الوفيات خاصة بجامعة الدول العربية.
يتركز معظم سكان الدول العربية في المناطق الحضرية الكبرى وحولها.
تفيد التقارير أن الأمم الإسلامية والمسيحية واليهودية قد تأسست في أو بالقرب من المناطق التي هي الآن تنتمي للعالم العربي. وبالتالي، فإن غالبية مواطني الدول العربية هم من المسلمين والمسيحيين واليهود. وتستضيف الدول العربية العديد من المدن المقدسة وغيرها من المواقع الدينية، بما فيها الإسكندرية ومكة والمدينة المنورة وكركوك وأربيل وبغداد. ويُشكِّل المسلمون السنة غالبية سكان الدول العربية. ومع ذلك، فإن أعدادا كبيرة من المسلمين الشيعة يشكلون الأغلبية في مناطق جنوب لبنان والعراق والبحرين.
المسيحية هي ثاني أكبر ديانة في العالم العربي، حيث يعيش أكثر من 20 مليون مسيحي في بلدان مثل لبنان ومصر والعراق والبحرين وسوريا والكويت والأردن. هناك عدد قليل من السكان اليهود الذين يعيشون بشكل رئيسي في الجزء الغربي من العالم العربي. أماكن مثل البحرين والمغرب والجزائر واليمن وتونس وسوريا ومصر والعراق تحتوي جميعها على سكان من اليهود. ومع ذلك، هاجر معظم اليهود العرب من الدول العربية إلى إسرائيل بعد تأسيسها في عام 1948. أما الأديان الصغرى الأخرى مثل الديانة الدرزية والبهائية والمندائية واليزدانية والزرادشتية والدين الشبكي واليارسانية فهي تمارس على نطاق أصغر بكثير.

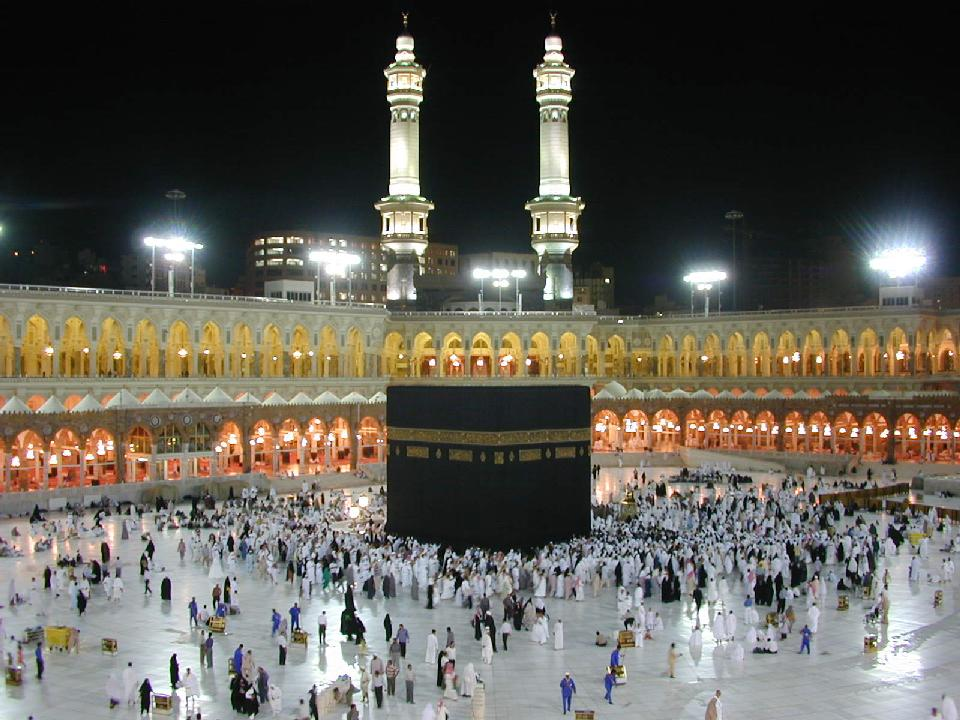
المكان الأكثر قدسية في الإسلام، الكعبة، يقع في المملكة العربية السعودية.

النسب الدينية في العالم العربي
|    | الدولة                   | مسلمون | مسيحيون | آخرون |
| -- | ------------------------ | ------ | ------- | ----- |
| _  | الوطن العربي             | 90%    | 6%      | 4%    |
| 1  | الجزائر                  | 98%    | 1%      | 1%    |
| 2  | البحرين                  | 70%    | 15%     | 15%   |
| 3  | جزر القمر                | 98%    | 2%      | -     |
| 4  | جيبوتي                   | 94%    | 6%      | -     |
| 5  | مصر                      | 90%    | 10%     | -     |
| 6  | العراق                   | 95%    | 4.3%    | 0.7%  |
| 7  | الأردن                   | 92%    | 6%      | 2%    |
| 8  | الكويت                   | 85%    | 7%      | 8%    |
| 9  | لبنان                    | 54%    | 41%     | 5%    |
| 10 | ليبيا                    | 97%    | 2.4%    | 0.6%  |
| 11 | موريتانيا                | 99%    | 0%      | 0%    |
| 12 | المغرب                   | 98.7%  | 1.1%    | 0.2%  |
| 13 | عُمان                     | 85.9%  | 6.5%    | 7.6%  |
| 14 | قطر                      | 67.9%  | 13.8%   | 18.5% |
| 15 | فلسطين                   | 90%    | 9.8%    | 0.2   |
| 16 | السعودية                 | 100%   | 0%      | 0%    |
| 17 | الصومال                  | 99%    | 0%      | 0%    |
| 18 | السودان                  | 97%    | 1.5%    | 1.5%  |
| 19 | سوريا                    | 87%    | 10%     | 3%    |
| 20 | تونس                     | 98%    | 1%      | 1%    |
| 21 | الإمارات العربية المتحدة | 76%    | 9.0%    | 15%   |
| 22 | اليمن                    | 99%    | 0%      | 0%    |

## اللغة

خارطة توضح تعدد لهجات اللغة العربية في مختلف مناطق الوطن العربي.

اللغة العربية هي اللغة الرسمية للعالم العربي، ولكن اللغات الإضافية غالبا ما تستخدم في الحياة اليومية لبعض مواطني الدول العربية. وتستخدم حاليا ثلاث لغات رئيسية غير العربية على نطاق واسع: الكردية في شمال العراق وأجزاء من سوريا والأمازيغية في شمال أفريقيا والصومالية في القرن الأفريقي.
هناك العديد من لغات الأقليات التي لا تزال تستخدم اليوم، مثل العفارية، و الأرمنية، والعبرية، والنوبية، والفارسية، والآرامية، والمنديك، والسريانية، والتركمانية. اللغة العربية هي لغة غير أصلية لـ 20٪ من سكان العالم العربي، حيث تعتبر اللغات الصومالية والأمازيغية والكردية الأكثر استخداما بعد اللغة العربية.
من ناحية أخرى، تنقسم اللغة العربية إلى أكثر من 27 لهجة. تقريبا كل دولة عربية لديها لهجة محلية واحدة على الأقل خاصة بها. يمكن تقسيمها إلى خمسة فروع رئيسية: لهجات جزيرة العرب وهي اللغة العربية المستخدمة في شبه الجزيرة العربية وتحتوي 9 لهجات رئيسية، والعربية في وادي النيل والتي تضم المصرية والصعيدية والسودانية والعربية التشادية، ولهجات الهلال الخصيب، التي تشمل البدوية والمشرقية والعربية العراقية ولهجة شمال بلاد ما بين النهرين، والعربية المغربية، والتي تتضمن اللهجات المستخدمة في موريتانيا والمغرب وليبيا والجزائر وتونس، وكذلك هناك فئة أخرى من العربية هي لهجات أخرى معزولة من العربية، مثل العربية اليهودية، ولهجة البحر المتوسط، والعربية النوبية، ولهجة جوبا، التي تأثرت بشكل كبير من قبل الثقافة والنطق واللغة الأم الخاصة بتلك المجتمعات.

## سكان الدول العربية
وفقا لجامعة الدول العربية، فإن جامعة الدول العربية منظمة من دول عربية مستقلة في شمال وشمال شرق أفريقيا وجنوب غرب آسيا. والدول الأعضاء ملزمة بدورها بميثاق جامعة الدول العربية.
العديد من البلدان العربية في الخليج العربي لديها عدد كبير حوالي (10-30٪) من السكان غير العرب. بلدان مثل العراق والبحرين والكويت وقطر والإمارات العربية المتحدة وعمان تحتوي على أقلية ناطقة باللغة الفارسية. ويوجد في نفس البلدان أيضا متحدثون هنديون وأردو وفلبينيون كأقلية كبيرة. البلوشيون هم أقلية جيدة الحجم في عمان. بالإضافة إلى ذلك، فإن بلدان مثل البحرين والإمارات العربية المتحدة وعمان والكويت لديها أقليات غير عربية وغير مسلمة كبيرة تبلغ (10-20٪) مثل الهندوس والمسيحيين من الهند وباكستان وبنغلاديش ونيبال والفلبين.
العديد من البلدان غير العربية المتاخمة للدول العربية لديها أعداد كبيرة من السكان العرب، مثل تشاد وإسرائيل ومالي والنيجر والسنغال وتركيا.
يبين الجدول أدناه توزيع السكان في العالم العربي، وكذلك اللغة (اللغات) الرسمية في مختلف الدول العربية.
| الدولة                   | التعداد السكاني | اللغة (اللغات) الرسمية                      | ملاحظات                                                                                    |
| ------------------------ | --------------- | ------------------------------------------- | ------------------------------------------------------------------------------------------ |
| الجزائر                  | 41,176,000      | اللغة العربية المشتركة مع الأمازيغية        |                                                                                            |
| البحرين                  | 1,314,089       | اللغة العربية                               |                                                                                            |
| جزر القمر                | 766,865         | اللغة العربية المشتركة مع القمرية والفرنسية |                                                                                            |
| جيبوتي                   | 810,179         | اللغة العربية المشتركة مع الفرنسية          |                                                                                            |
| مصر                      | 91,680,500      | اللغة العربية                               |                                                                                            |
| العراق                   | 32,585,692      | اللغة العربية المشتركة مع الكردية           |                                                                                            |
| الأردن                   | 7,930,491       | اللغة العربية                               |                                                                                            |
| الكويت                   | 4,156,306       | اللغة العربية                               | 60% من سكان الكويت من العرب (بما في ذلك الكويتيين والمغتربين العرب).                       |
| لبنان                    | 5,882,562       | اللغة العربية                               |                                                                                            |
| ليبيا                    | 6,244,174       | اللغة العربية                               |                                                                                            |
| موريتانيا                | 3,516,806       | اللغة العربية                               |                                                                                            |
| المغرب                   | 32,987,206      | اللغة العربية المشتركة مع الأمازيغية        |                                                                                            |
| عمان                     | 3,219,775       | اللغة العربية                               |                                                                                            |
| فلسطين                   | 4,225,710       | اللغة العربية                               | قطاع غزة: 1,763,387، 100٪ فلسطيني عربي، الضفة الغربية: 2,676,740، 83٪ فلسطيني عربي وآخرون. |
| قطر                      | 2,123,160       | اللغة العربية                               |                                                                                            |
| السعودية                 | 33,413,660      | اللغة العربية                               |                                                                                            |
| الصومال                  | 10,428,043      | اللغة العربية المشتركة مع الصومالية         |                                                                                            |
| السودان                  | 35,482,233      | اللغة العربية المشتركة مع الإنجليزية        |                                                                                            |
| سوريا                    | 17,951,639      | اللغة العربية                               |                                                                                            |
| تونس                     | 10,937,521      | اللغة العربية                               |                                                                                            |
| الإمارات العربية المتحدة | 8,264,070       | اللغة العربية                               |                                                                                            |
| اليمن                    | 26,052,966      | اللغة العربية                               |                                                                                            |

### الأرمن

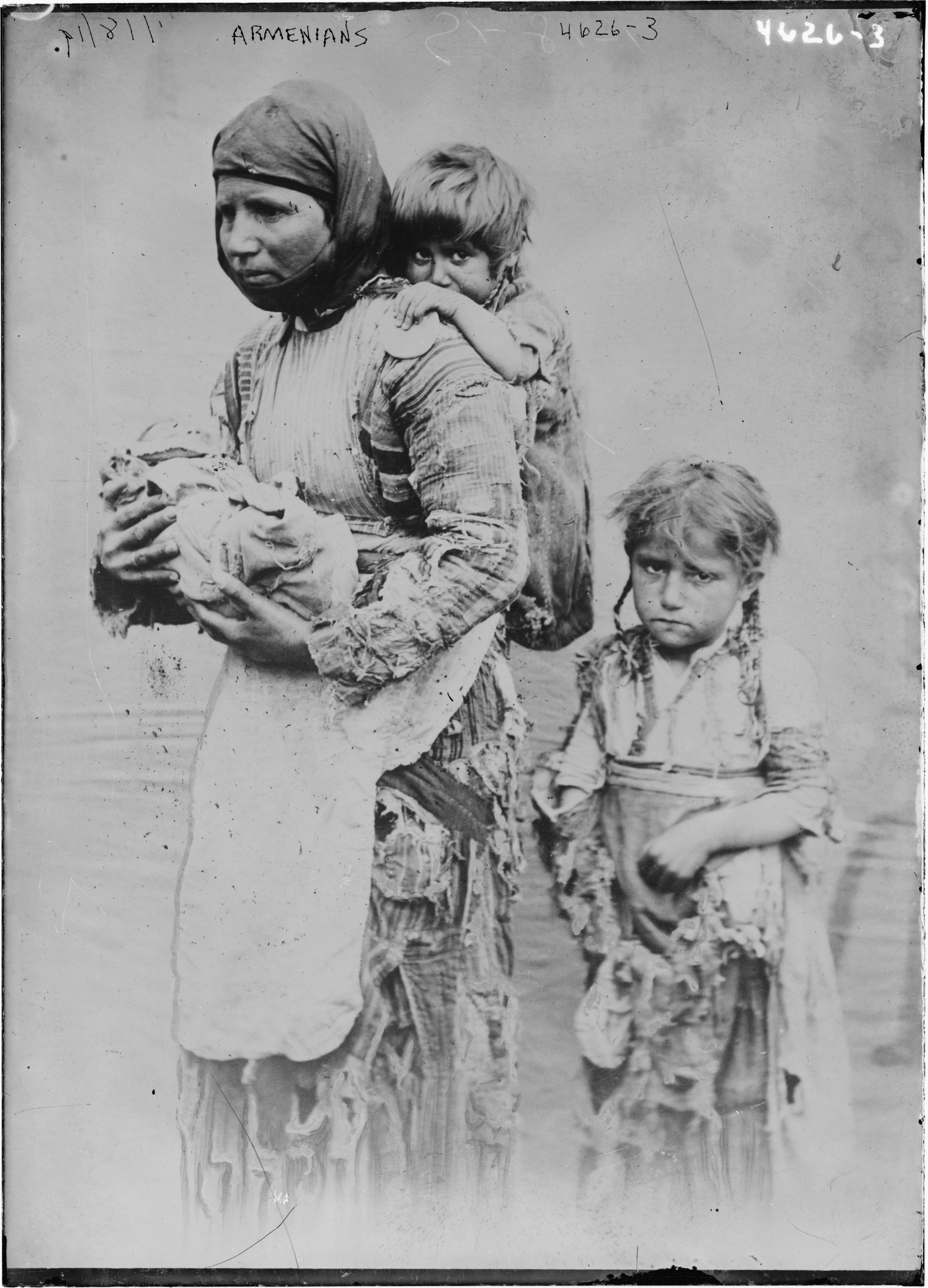
اللاجئين الأرمن بعد المجازر الحميدية. استقر الكثير منهم في سوريا ولبنان ومصر.

يوجد في العالم العربي ما بين 400,000 و 500,000 أرمني يسكنون منطقته الجغرافية. ويتركز الأرمن إلى حد كبير في بلدان مثل لبنان 150,000 - 250,000 وسوريا 100,000 إلى 150,000 وبدرجة أقل في مصر والعراق، يوجد الأرمن أيضاً في دول مثل قطر والإمارات العربية المتحدة. هؤلاء الأرمن هم مهاجرون اقتصاديون من لبنان وسوريا.
معظم الأرمن هم مسيحيون أساسا يتبعون الكنيسة الأرمنية الأرثوذكسية. أحد مقرات الكنيسة يقع في أنطلياس، لبنان، ويدعى كاثوليكية البيت الكبير في قيليقية (والآخر يقع في أرمينيا). وهناك أيضا الأرمن الكاثوليك. ويقع المقر العالمي للكنيسة الأرمينية الكاثوليكية أيضا في بيروت، لبنان (وتاريخيا في بزمار، لبنان). وهناك أيضا أقلية من الأرمن الإنجيليين البروتستانت. مقر الشرق الأوسط للكنيسة الإنجيلية الأرمنية في بيروت ويدعى اتحاد الكنائس الإنجيلية الأرمنية في الشرق الأدنى.

### الأشوريين
يوجد الآشوريين (المعروفين أيضا باسم الأشوريين-الكلدان) في العراق وشمال شرق سوريا، وبدرجة أقل شمال غرب إيران وجنوب شرق تركيا. هم شعب سامي قديم يتحدثون باللغة الآرامية. وهم مسيحيون وأحفاد الآشوريين / شعوب ما قبل العرب في بلاد ما بين النهرين. تقريبا جميع المسيحيين في العراق من أصل آشوري، حيث يبلغ عددهم حوالي 800,000. فالأرقام في سوريا يصعب تحديدها، لأنها غالبا ما تكون مشمولة بالسكان المسيحيين عموما، لكن المسيحيين في منطقتي طور عابدين والحسكة في الشمال الشرقي هم في الغالب آشوريون.

### الأمازيغ

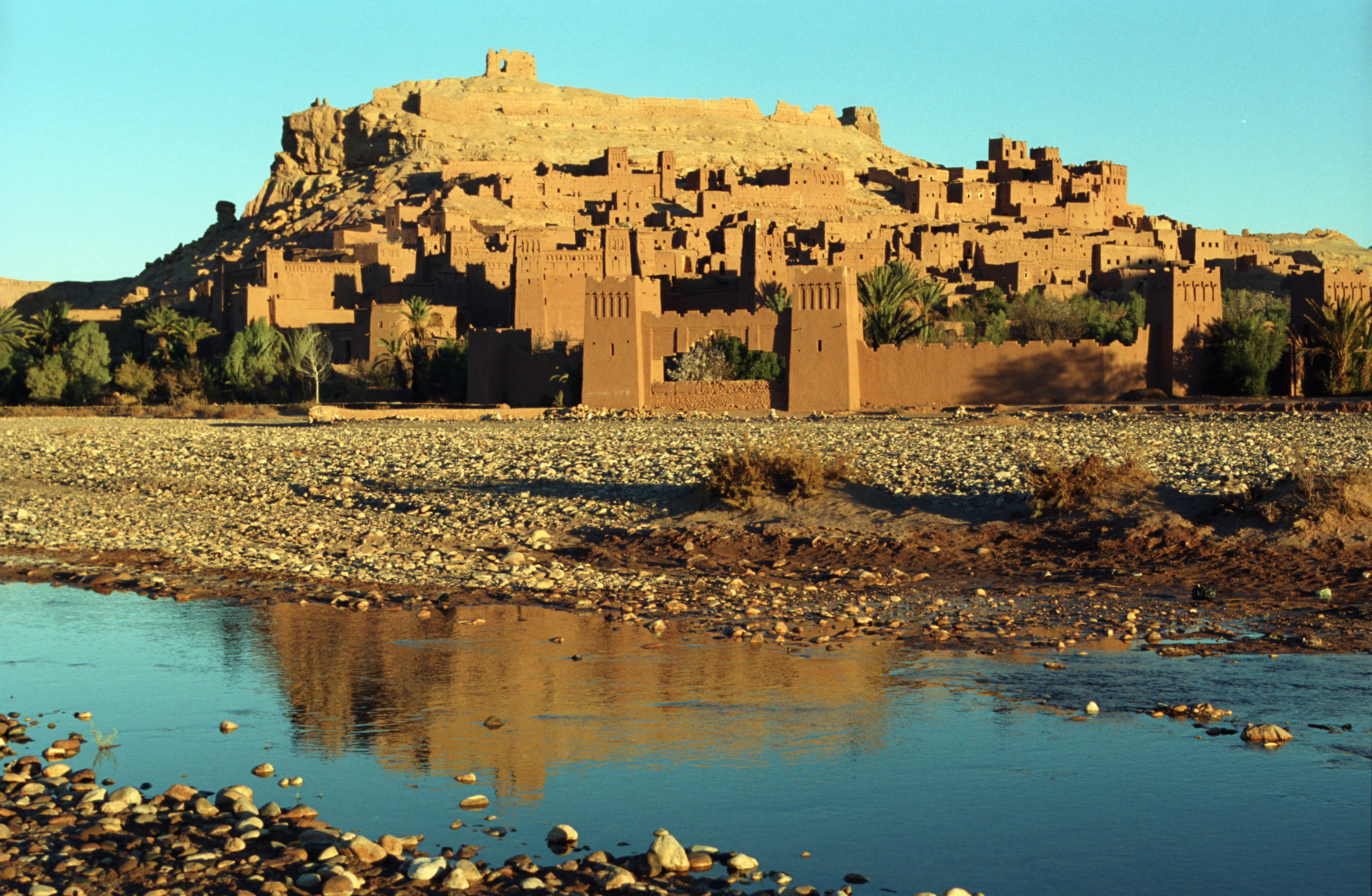
بلدة آيت بن حدو هي بلدة صحراوية أمازيغية نموذجية. الأمازيغ هم أكبر عرق غير عربي في الدول العربية.

الأمازيغ هم مجموعة عرقية أصلية في شمال أفريقيا. منتشرون في منطقة تمتد من المحيط الأطلسي إلى واحة سيوة في مصر، ومن البحر الأبيض المتوسط إلى نهر النيجر. تاريخيا، كان يتحدثون اللغات الأمازيغية، التي تشكل معا فرع الأمازيغ من العائلة الأفرو آسيوية. منذ الفتح الإسلامي لشمال أفريقيا في القرن السابع، اكتسب عدد كبير من البربر الذين يقطنون المغرب العربي درجات مختلفة من المعرفة بأصناف المغربية العربية.

### الشركس
الشركس هم شعب نشأ في شمال القوقاز. هم في الغالب مسلمون، يوجد الشركس في العراق وسوريا والأردن وإسرائيل ولبنان بأعداد صغيرة نسبيا.

### الأقباط
الأقباط المصريون جماعة عرقية دينية لا تعرف نفسها بأنها عربية. وهي تركز بشدة على الجانب المصري من هويتها وتراثها المسيحي. إن أعدادهم متنازع عليها بشكل كبير ولكن من المتوقع أن تشكل حوالي 10٪ من سكان مصر. وهم أساسا أتباع كنيسة الإسكندرية القبطية الأرثوذكسية، ولكن هناك أقلية من بينهم أعضاء في الكنيسة القبطية الكاثوليكية، ومجموعة أصغر تنتمي للكنيسة الإنجيلية القبطية. اللغة القبطية، التي تنحدر مباشرة من اللغة المصرية المستخدمة في مصر القديمة، لا تزال تستخدم كلغة طقسية للكنيسة القبطية الأرثوذكسية في الإسكندرية.

### اليهود
كانت القبائل اليهودية العربية قبائل عربية تعتنق الديانة اليهودية والتي سكنت شبه الجزيرة العربية قبل وأثناء ظهور الإسلام. ليس من الواضح دائما ما إذا كانوا في الأصل من بني إسرائيل، ولكن بشكل نسبي يُعتقد أنها قبائل عربية تحولت إلى اليهودية، أو خليط من الاثنين معا. في التقاليد الإسلامية، كانت القبائل اليهودية في الحجاز تعتبر من نسل بني إسرائيل.[28][28][28][28][28][28][28][28][5][28] وفقا لمصادر إسلامية، فإنهم يتحدثون لغة أخرى غير العربية، التي يدعي الطبري أنها فارسية. وهذا يعني ضمنا أنهم كانوا مرتبطين بالمركز اليهودي الرئيسي في بابل. تسجل بعض التقاليد اليهودية وجود قبائل الرحل مثل الرشابيين الذين تحولوا إلى اليهودية في العصور القديمة. وانهارت القبائل مع صعود الإسلام، وكثير منهم إما اعتنقوا الإسلام أو تركوا شبه الجزيرة العربية. ويعتقد أن بعض هذه القبائل قد اندمجت في المجتمع اليهودي اليمني، في حين أن البعض الآخر، مثل سكان يطا يعتبرون أنفسهم أحفاد مأسلمة من خيبر، قبيلة يهودية من شبه الجزيرة العربية.
اليهود –بالإضافة إلىاليهود المزراحيون– لا يصنفون ولا يعتبرون أنفسهم عرباً، لأن اليهود هم أمة منفصلة عن العرب، ولها تاريخ وثقافة مختلفة. غير أن مصطلح «اليهود العرب» يستخدم أحيانا لوصف اليهود من البلدان العربية، على الرغم من أن المصطلح يثير جدلا كبيرا. وقال عالم الاجتماع سامي سموحة إن مصطلح «اليهود العرب» هذا ليس منطقياً، فهو ليس موازيا للمسيحيين العرب على الإطلاق. إن من يخالفون تاريخية هذا المصطلح يدعون أن يهود الشرق الأوسط هم على غرار الآشوريين والأمازيغ وغيرهم من المجموعات الشرق أوسطية الذين يعيشون في المجتمعات العربية كأقليات متميزة ذات هوية متميزة، وبالتالي لا يصنفون على أنهم عرب.

### الأكراد
يوجد الأكراد في المناطق الشمالية من العراق بنسبة (15-20٪) وسوريا (10٪)، وهي مجموعة عرقية هندية أوروبية تتكلم اللغة الكردية، وهي لغة ترتبط ارتباطا وثيقا بالفارسية وتستخدم الأبجدية الفارسية (في تركيا، يستخدم الأكراد الأبجدية اللاتينية). غالبية الأكراد من أهل السنة، والبعض الآخر مسلمون علاهيون، مع الأقليات المسيحية واليارسانية. وقد أدى التطلع القومي إلى الحكم الذاتي أو إلى قيام دولة كردستان إلى نشوب نزاع بين الأقليات الكردية وحكوماتها في العراق وإيران حيث يبلغون (20-28٪) وسوريا وتركيا (25-30٪).

### المندائيين
المندائيون، وأحيانا الصابئيين، هم شعب وجد أساسا في جنوب العراق. وعددهم لا يزيد عن 70,000. وهم يتبعون المندائية، وهو دين غنوصي.

### المحلميين
المحلميون هم أقلية صغيرة من الشعب الآشوري / السرياني الذين اعتنقوا الإسلام ولكنهم احتفظوا بثقافتهم السريانية.

### النوبيين
النوبيون، الذين وجدوا في شمال السودان وجنوب مصر، هم مجموعة عرقية مختلفة عن جيرانهم الشماليين والجنوبيين في مصر والسودان، ويبلغ عددهم 1.7 مليون في السودان ومصر . يسكن الشعب النوبي في السودان المنطقة بين وادي حلفا في الشمال والدبا في الجنوب. المجموعات النوبية الرئيسية من الشمال إلى الجنوب هي الحلفاويين، السكوت، المحس، ودنقلا. يتحدثون لهجات مختلفة من اللغة النوبية.
كان النوبيون القدماء مشهورين بثرواتهم الهائلة، وتجارتهم بين أفريقيا الوسطى وحضارات وادي النيل السفلى، بما في ذلك مصر، ومهارتهم وحنقتهم في استخدام القوس، وأبجديتهم المكونة من 23 حرفا، واستخدام السم القاتل على رؤوس سهامهم، وجيوشهم العظيمة، وحضارتهم المتقدمة، وحكامهم الذين دام حكمهم قرنا على الممالك المصرية العليا والسفلى المتحدة.

### الغجر
يوجد الغجر في أجزاء كثيرة من الشرق الأوسط وشمال أفريقيا؛ أعدادهم غير معروفة. يتكلمون لغتهم وقد يتبعون بشكل متحرر الدين السائد في البلد الذي يعيشون فيه.

### الشبك
يوجد الشبك بصورة أساسية في العراق، وهم إما مسلمون أو يتبعون الديانات المحلية. كما أنهم مرتبطون بالأكراد، ولكن مثل الأيزيديين، محتفظين بهويتهم المنفصلة.

### الصوماليون
الصومالية والعربية هما اللغتان الرسميتان في الصومال، وكلاهما ينتميان إلى الأسرة الأفروآسيوية. وتحدد المادة 3 من الدستور المحدد للمبادئ التأسيسية للبلاد، أنها دولة مسلمة، وعضوا في الدول العربية والأفريقية. حوالي 85٪ من السكان المحليين هم من الصوماليين العرقيين، الذين سكنوا تاريخيا في الجزء الشمالي من البلاد. وكثيرون يعرفون أنفسهم بأنهم صوماليون بدلا من عرب على الرغم من صلتهم بالجزيرة العربية الممتدة لقرون. وهناك أيضا عدد من البنادريين، والبروانيين، والبانتوس، وباجونيس، والإثيوبيين، والهنود، والباكستانيين والفرس والبريطانيين والإيطاليين.
جيبوتي، التي تشكل ديموغرافياتها حوالي 60٪ صومالي و 35٪ عفر، في وضع مماثل. العربية هي واحدة من اللغات الرسمية، 94٪ من سكان البلاد مسلمون، وموقعها على البحر الأحمر يضعها على مقربة من شبه الجزيرة العربية. الصومالية والعفارية هي أيضا لغات وطنية معترف بها.

### التركمان والأتراك
العالم العربي موطن لعدد كبير من السكان التركمان، مثل التركمان العراقيين. وهؤلاء يربطهم صلة بالشعب الأذري في إيران. الغالبية العظمى من التركمان مسلمون علمانيون، ولكن هناك عدد قليل من المسيحيين أيضا. وهم يعيشون في الغالب في شمال العراق، ولكن بأعداد أقل في سوريا ولبنان.
استعمر الأتراك العديد من الدول العربية خلال حكم الدولة العثمانية. اليوم هناك أقليات تركية تعيش في الجزائر (الأتراك الجزائريون) ومصر (الأتراك المصريون) والأردن (الأتراك الأردنيون) ولبنان (الأتراك اللبنانيين) وسوريا (الأتراك السوريون) وتونس (الأتراك التونسيون) واليمن (الأتراك اليمنيون).

### اليزيديين
اليزيديون مجتمع كردي ديني يمثل دينا عريقا مرتبطا بالزرادشتية والصوفية. ويبلغ عددهم 500,000 في العراق و 14,000 في سوريا.

### هويات حديثة

#### أفارقة شماليين

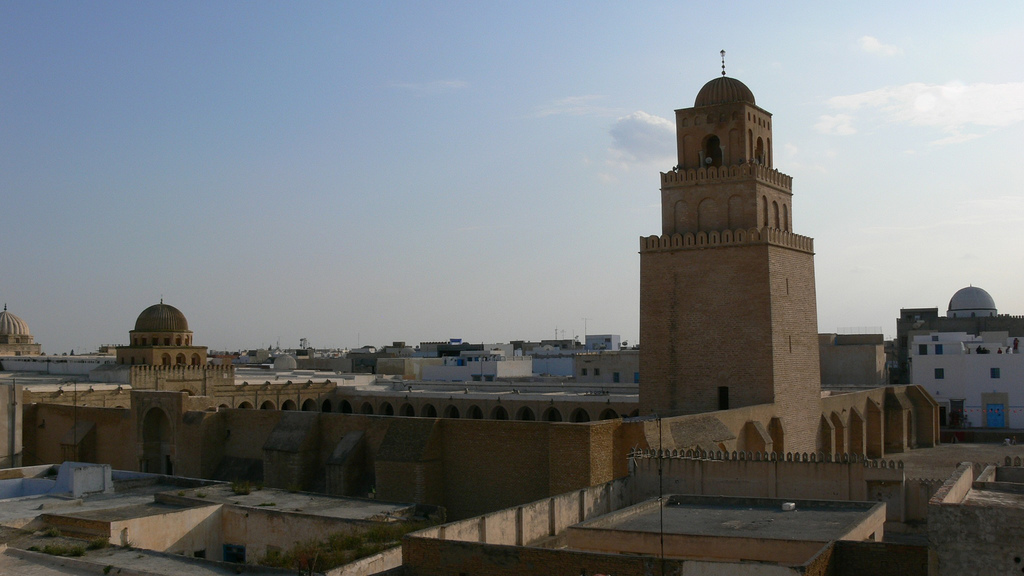
جامع القيروان الكبير، تونس

الأفارقة الشماليين هم سكان شمال أفريقيا (المغرب والجزائر وتونس وليبيا وموريتانيا). وغالبا ما يتكلمون العربية المغربية، التي تنحدر من العربية الفصحى وأصبحت أساس اللغة الأمازيغية.
في عام 647 ميلادية (27 من الهجرة)، تمت أول رحلة إسلامية إلى أفريقيا. وبحلول عام 700 م، تم فتح المنطقة وتحويلها إلى العقيدة الإسلامية. المعلومات ضئيلة عن المدينة الإسلامية الأولى، ولكن بحلول القرن العاشر كانت المنطقة خارج الحصن مليئة بالمنازل مرة أخرى: على موقع الحمامات الرومانية تم حفر أكثر من اثني عشر منها، بساحات كبيرة يحيط بها غرف نحيفة وطويلة.

بعد فتح القاهرة، هجر الفاطميون تونس وأجزاء من شرق الجزائر إلى الزيريين المحليين (972-1148). فتح إفريقية من قبل بني هلال، قبائل عربية حربية شجعها الفاطميون في مصر للاستيلاء علىشمال أفريقيا، جعل الحياة الحضرية والاقتصادية في المنطقة تشهد  مزيداً من الانخفاض.

## علم الوراثة

### كروموسوم-Y
يوجد أدناه قائمة بهابلوغروب (صبغي Y) للإنسان في المناطق الرئيسية من العالم العربي (المغرب العربي، والمشرق العربي وشبه الجزيرة العربية).
| هابلوغروب                            | n    | A    | B    | C    | DE   | E1a  | E1b1a | E1b1b1 | E1b1b1a | E1b1b1a1 | E1b1b1a1b | E1b1b1a2 | E1b1b1a3 | E1b1b1a4 | E1b1b1b | E1b1b1c | F    | G    | H   | I    | J1    | J2    | K    | L    | N    | O    | P,R  | Q    | R1a1 | R1b  | R1b1a | R1b1b | R2   | T    |
| علامة                                | M33  | M2   | M35  | M78  | V12  | V32  | V13   | V22    | V65     | M81      | M34       | M89      | M201     | M69      | M343    | V88     | M269 | M70  |     |      |       |       |      |      |      |      |      |      |      |      |       |       |      |      |
| المغرب العربي                        |      |      |      |      |      |      |       |        |         |          |           |          |          |          |         |         |      |      |     |      |       |       |      |      |      |      |      |      |      |      |       |       |      |      |
| موريتانيا                            | 189  | -    | 0.53 | -    | -    | 5.29 | 6.88  | -      | -       | -        | -         | -        | -        | -        | 55.56   | 11.11   | -    | -    | -   | -    | 13.23 | -     | -    | -    | -    | -    | -    | -    | -    | -    | 6.88  | 0.53  | -    | -    |
| المغرب                               | 760  | 0.26 | 0.66 | -    | -    | 2.76 | 3.29  | 4.21   | 0.79    | 0.26     | -         | 0.26     | 1.84     | 3.68     | 67.37   | 0.66    | 0.26 | 0.66 | -   | 0.13 | 6.32  | 1.32  | 0.53 | -    | -    | -    | 0.26 | -    | -    | -    | 0.92  | 3.55  | -    | -    |
| الجزائر                              | 156  | -    | -    | -    | -    | 0.64 | 5.13  | 0.64   | 1.92    | 0.64     | -         | 0.64     | 1.28     | 1.92     | 44.23   | 1.28    | 3.85 | -    | -   | -    | 21.79 | 4.49  | 0.64 | -    | -    | -    | -    | 0.64 | 0.64 | -    | 2.56  | 7.04  | -    | -    |
| تونس                                 | 601  | -    | 0.17 | -    | -    | 0.5  | 0.67  | 1.66   | -       | -        | -         | -        | 3        | 3.16     | 62.73   | 1.16    | 2.66 | 0.17 | -   | 0.17 | 16.64 | 2.83  | 0.33 | -    | -    | -    | 0.33 | -    | 0.5  | -    | 1.83  | 0.33  | -    | 1.16 |
| ليبيا                                | 83   | -    | -    | -    | -    | -    | 38.55 | -      | -       | -        | -         | 2.41     | -        | 4.82     | 45.78   | -       | -    | 8    | -   | -    | -     | -     | -    | -    | -    | -    | 2.41 | -    | -    | -    | 6.02  | -     | -    | -    |
| المشرق العربي                        |      |      |      |      |      |      |       |        |         |          |           |          |          |          |         |         |      |      |     |      |       |       |      |      |      |      |      |      |      |      |       |       |      |      |
| مصر                                  | 370  | 1.35 | -    | -    | -    | 0.54 | 2.43  | 3.24   | 0.81    | 7.03     | 1.62      | 0.81     | 9.19     | 2.43     | 11.89   | 6.76    | 1.08 | 5.68 | -   | 0.54 | 20.81 | 6.75  | 0.27 | 0.81 | -    | 0.27 | 0.54 | 0.27 | 2.16 | -    | 2.97  | 2.97  | 0.54 | 6.22 |
| لبنان، فلسطين، الأردن، سوريا، العراق | 2741 | 0.18 | 0.04 | 0.04 | -    | 0.33 | 0.62  | 0.44   | -       | -        | -         | 1.24     | 8.72     | -        | 0.84    | 5.36    | 0.15 | 5.47 | -   | 2.84 | 30.83 | 21.05 | 0.69 | 3.43 | 0.15 | 0.07 | 0.66 | 1.2  | 3.39 | 0.36 | 5.47  | 1.97  | 0.47 | 3.98 |
| شبه الجزيرة العربية                  | 618  | 0.16 | 0.81 | 0.97 | 0.81 | 0.32 | 5.66  | 1.94   | 0.49    | -        | -         | 0.32     | 2.43     | -        | 0.16    | 5.66    | 1.29 | 2.91 | 2.1 | -    | 44.01 | 11.32 | 4.37 | 2.27 | -    | 0.65 | 0.32 | 1.46 | 6.31 | 0.16 | -     | 2.43  | 0.16 | 0.49 |

## مقارنة بين الدول
| الدولة                   | المساحة (كم2) | التعداد السكاني (يوليو 2014) | الناتج القومي الإجمالي (مليار دولار) | معدل الخصوبة الإجمالي |
| ------------------------ | ------------- | ---------------------------- | ------------------------------------ | --------------------- |
| الوطن العربي             | 13,132,327    | 356,785,231                  | 3,335.3                              | 3.38                  |
| الجزائر                  | 2,381,740     | 38,813,722                   | 284.7                                | 3.1(2015)             |
| البحرين                  | 760           | 1,314,089                    | 34.96                                | 2.17(2014)            |
| جزر القمر                | 2,235         | 766,865                      | 0.911                                | 4.3(2012)             |
| جيبوتي                   | 23,200        | 810,179                      | 2.505                                | 2.8(2010)             |
| مصر                      | 1,001,450     | 86,895,099                   | 551.4                                | 3.35(2015)            |
| العراق                   | 438,317       | 32,585,692                   | 249.4                                | 4.12(2015)            |
| الأردن                   | 89,342        | 7,930,491                    | 40.02                                | 3.5(2013)             |
| الكويت                   | 17,818        | 2,742,711                    | 165.8                                | 1.9(2014)             |
| لبنان                    | 10,452        | 4,224,000                    | 51.474                               | 1.74(2014)            |
| ليبيا                    | 1,759,540     | 6,244,174                    | 73.6                                 | 2.12(2012)            |
| موريتانيا                | 1,030,700     | 3,516,806                    | 8.204                                | 4.73(2012)            |
| المغرب                   | 710,850       | 32,987,206                   | 180                                  | 2.21(2014)            |
| عُمان                     | 309,500       | 3,219,775                    | 94.86                                | 2.9(2014)             |
| قطر                      | 11,586        | 907,229                      | 26.37                                | 3.59(2010)            |
| السعودية                 | 2,149,690     | 27,345,986                   | 927.8                                | 2.17(2014)            |
| الصومال                  | 637,657       | 10,428,043                   | 5.896                                | 6.08(2014)            |
| السودان                  | 1,861,484     | 35,482,233                   | 89.97                                | 4.49(2012)            |
| سوريا                    | 185,180       | 17,951,639                   | 107.6                                | 3(2012)               |
| تونس                     | 163,610       | 10,937,521                   | 108.4                                | 2.42(2014)            |
| الإمارات العربية المتحدة | 83,600        | 9,346,129                    | 269.8                                | 2.35(2015)            |
| اليمن                    | 555,000       | 26,052,966                   | 61.63                                | 4.4(2013)             |